# Apanteles delhiensis
Apanteles delhiensis är en stekelart som beskrevs av Muesebeck och Subba Rao 1958. Apanteles delhiensis ingår i släktet Apanteles och familjen bracksteklar. Inga underarter finns listade i Catalogue of Life.